# Dolichopeza (Megistomastix) devexa
Dolichopeza (Megistomastix) devexa is een tweevleugelige uit de familie langpootmuggen (Tipulidae). De soort komt voor in het Neotropisch gebied.